# Gymnosporangium gracile
Gymnosporangium gracile är en svampart som beskrevs av Pat. 1902. Gymnosporangium gracile ingår i släktet Gymnosporangium och familjen Pucciniaceae.   Inga underarter finns listade i Catalogue of Life.